# Fidela Campiña
Fidela Campiña Ontiveros (Tíjola, Almería, España, 28 de enero de 1894 - Buenos Aires, Argentina, 28 de diciembre de 1983 fue una soprano española, probablemente una de las voces más polivalentes de la ópera española del siglo XX. 

## Biografía
Su partida de nacimiento tiene el número 18 en el registro parroquial. En ella rezan los nombres de Fidela, Ana y Josefa. Sus apellidos fueron Campiña Ontiveros. Sus padres eran naturales de Lúcar. Su padre, Antonio Campiña Caparrós, se mudó a Tíjola para trabajar como recaudador de impuestos del Ayuntamiento. Allí nació Fidela. Su madre era Josefa Ontiveros Galera, sus abuelos maternos Antonio Ontiveros García y Antonia Galera García, ambos nacidos en el siglo XIX; los padres de su abuelo materno fueron Gregorio Ontiveros e Inés García Fernández, todos naturales de Lúcar.
Según Francisco Hernández Girbal en su artículo aparecido en la Revista Ritmo, a los seis años comenzó sus estudios de solfeo y piano en el Conservatorio de Madrid con el profesor José Tragó y los de canto con el prestigioso maestro Tabuyo, obteniendo en 1913 diploma de honor; calificaciones que no se conservan en los libros de registro del alumnado. 
Su presentación fue en el Teatro Real de Madrid, en 1913, interpretando a Margarita en la ópera de Arrigo Boito: Mefistófeles (obra que más adelante llevaría al Teatro Costanzi de Roma). Su éxito fue tal que se mantuvo en cartel en el Real hasta el cierre de éste por ruina en 1925. A partir de entonces viajó por las principales ciudades del arte.
Ya en 1919, Barcelona se había rendido a sus pies en el estreno de La Morisca, ópera del compositor catalán Jaime Pahissa. Contrajo matrimonio con el tenor vasco Jesús de Gaviria, discípulo del también tenor almeriense Luís Iribarne. En 1926 debutó en el Metropolitan de Nueva York con Otello, de Giuseppe Verdi. Allí nacería su única hija, Mirentxu. En Milán, ocho años más tarde, se hace con La Scala con las obras Tristán e Isolda, de Richard Wagner y Nerón, de Pietro Mascagni. Pero sus logros fueron más allá, llegaron a París, Londres y Montecarlo, además de a Argentina (en el Teatro Avenida de Buenos Aires sorprendió su voz de amplitud wagneriana; allí triunfó durante los años 40 en diversos géneros, incluida la zarzuela). Intervendría en 1940 en la Exposición Universal de Nueva York con una destacada respuesta y repercusión. Su última actuación fue en Trieste en 1948, la hizo con la opera El ocaso de los dioses, de Wagner. 
Se casaría después con el barítono argentino Carlos Guichandut.
Las cualidades de su voz le permitían interpretar las partes de mezzosoprano, como las de soprano lírico-dramática. En palabras del crítico Girbal: "Tenía cuatro ases que guardaba para las grandes ocasiones: voz amplia, dicción impecable, temperamento arrebatador y talento interpretativo."
Estando en el apogeo de su carrera artística estuvo en Tíjola y cuentan que después de visitar la ermita de la Patrona cantó en la puerta de la misma, y tal era su voz que se oía en el Muro, es decir, en el otro extremo del pueblo.
Se retiró a la edad de 54 años y falleció en Buenos Aires (capital del país que consideró segunda patria) el 28 de diciembre de 1983 a los 89 años, recibiendo sepultura en el cementerio de La Chacarita.
En su ciudad natal existe un centro cultural que lleva su nombre.